# Brixton Academy

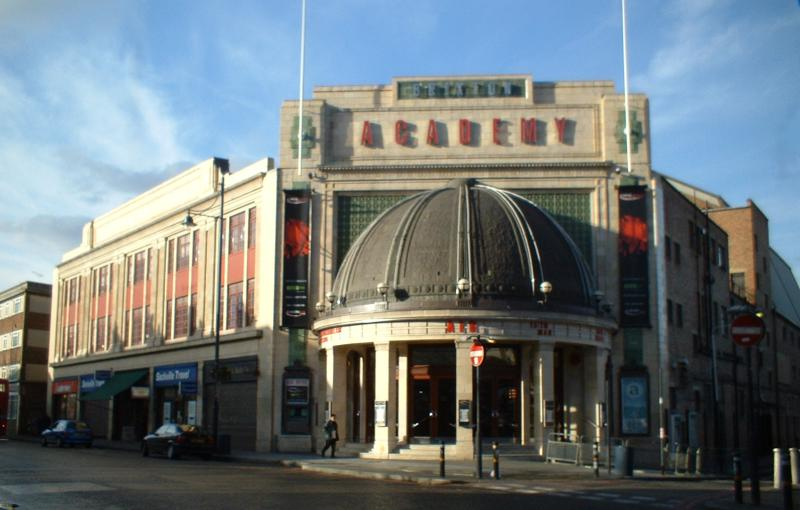
Brixton Academy

Brixton Academy, в наш час[коли?] офіційна назва O2 Academy, Brixton, це один з провідних лондонських музичних центрів, нічних клубів та театрів. Зал розташований у Брикстоні (Brixton), Південний Лондон (South London), Англія,
Заклад є одним з провідних концертних майданчиків британської столиці.
Максимальна місткість - 4921 (3760 стоячих місць у партері; 1083 сидячих у партері; 1978 місць для стояння  у колі). Як альтернатива, заклад може бути облаштований лише сидячими місцями, і при цьому вміщувати 2391 особу.

## Історія
Заклад розпочав свою діяльність, як кінотеатр "Astoria" у 1929 році. Вартість будівництва становила чверть мільйона фунтів стерлінгів. На відкриті демонструвався фільм Ела Джонсона Співаючий дурень (The Singing Fool). Будівля, з тих часів, зберегла багато своїх самобутніх рис - арки авансцени та інтер'єр в стилі ар-деко.
Як кінотеатр, "Astoria", проіснувала до 29 червня 1972 року, після чого тут був організований Sundown Centre - концертний майданчик. Цей новий заклад не набув популярності серед лондонських меломанів, і був закритий через чотири місяці після свого відкриття. У травні 1974-го, прийняли план реконструкції кварталу, за яким будинок колишнього кінотеатру мав бути знесений, а на його місті побудована автомайстерня. Але, згодом, цей план переглянули і будинок зберегли. Там відрилася крамниця.
У 1981 році, вже під назвою Fair Deal, тут знову відкрився концертний зал. Першим концертом став виступ гурту UB40. Внуштрішнє оформлення будівлі було значно перероблене; також тут відкрився ресторан. Менше ніж за рік, вже у 1982, заклад був закритий через борги. У 1983 році його придбав бізнесмен Саймон Паркс (Simon Parkes), і в тому ж році він був відкритий під назвою Brixton Academy.
Успіх оновленого концертного залу ріс протягом 80-х. Тут виступали як мейнстрімні поп/рок артисти: Ерік Клептон, Dire Straits, The Police - так і андерграундні гурти на кшталт Bauhaus. Шоу, які відбувалися у Brixton Academy, завжди проходили з великим успіхом. Серед гуртів, які мають концертний альбом записаний у цьому залі є: Massive Attack, Kasabian, Faith No More, Suede, Sepultura, Judas Priest та багато інших.
У 1995 році, Brixton Academy придбав холдинг "Break For The Border". У зал були вкладені інвестиції у розмірі півмільойна фунтів стерлінгів. Внаслідок перебудови, заклад набув своїх сучасних рис - фасаду будинку було надано первозданного вигляду у стилі ар-деко; значно розширена місткість - майже до 5000 глядачів.
Після ребрендингу, у серпні 2004 року, залом володіє "Academy Music Group" - холдинг, який є власником низки музичних клубів та залів на Британьських островах.